# Gurudwara Sahib Kota Kinabalu

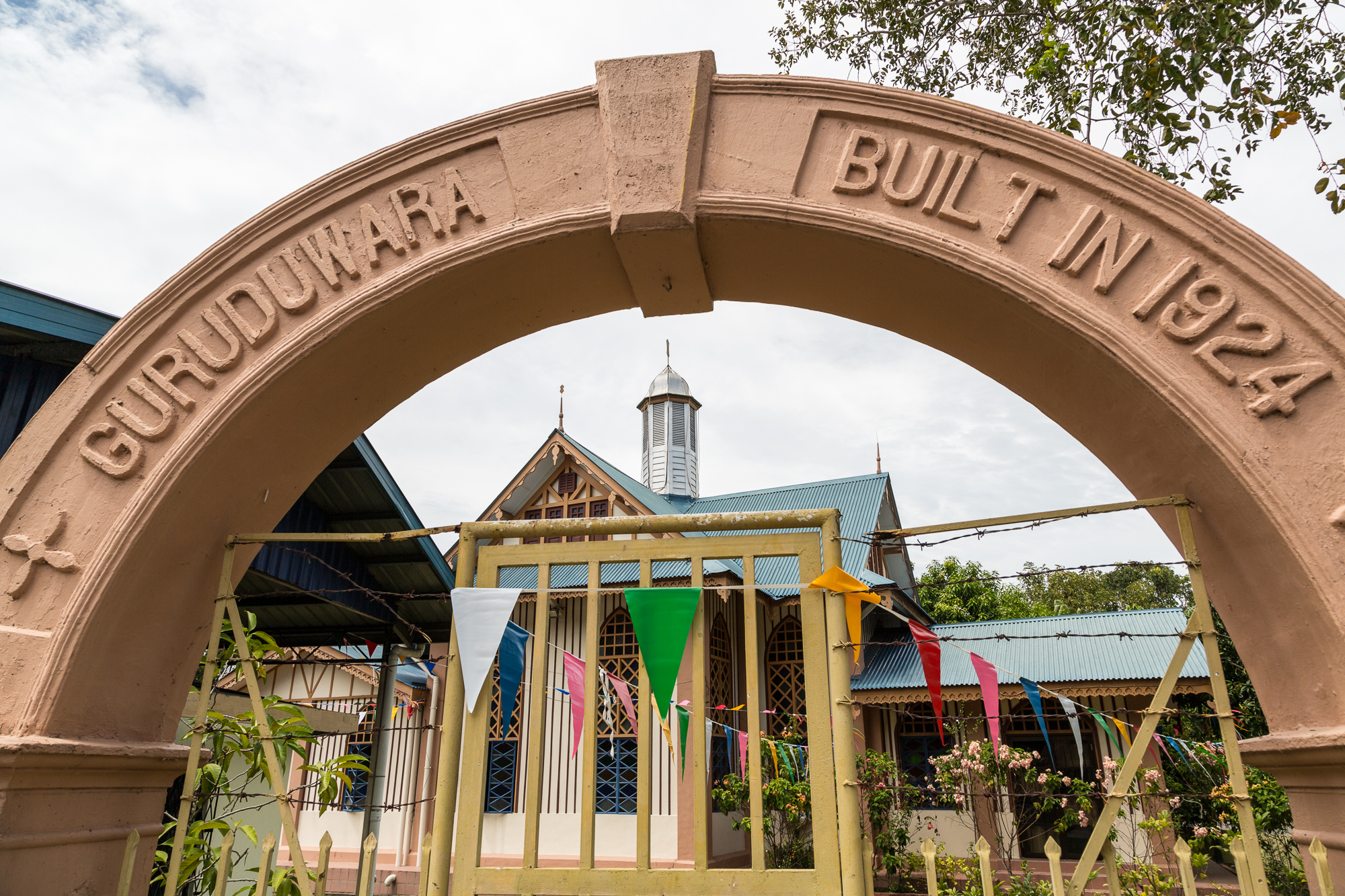
Alter Zugang zum Gurudwara

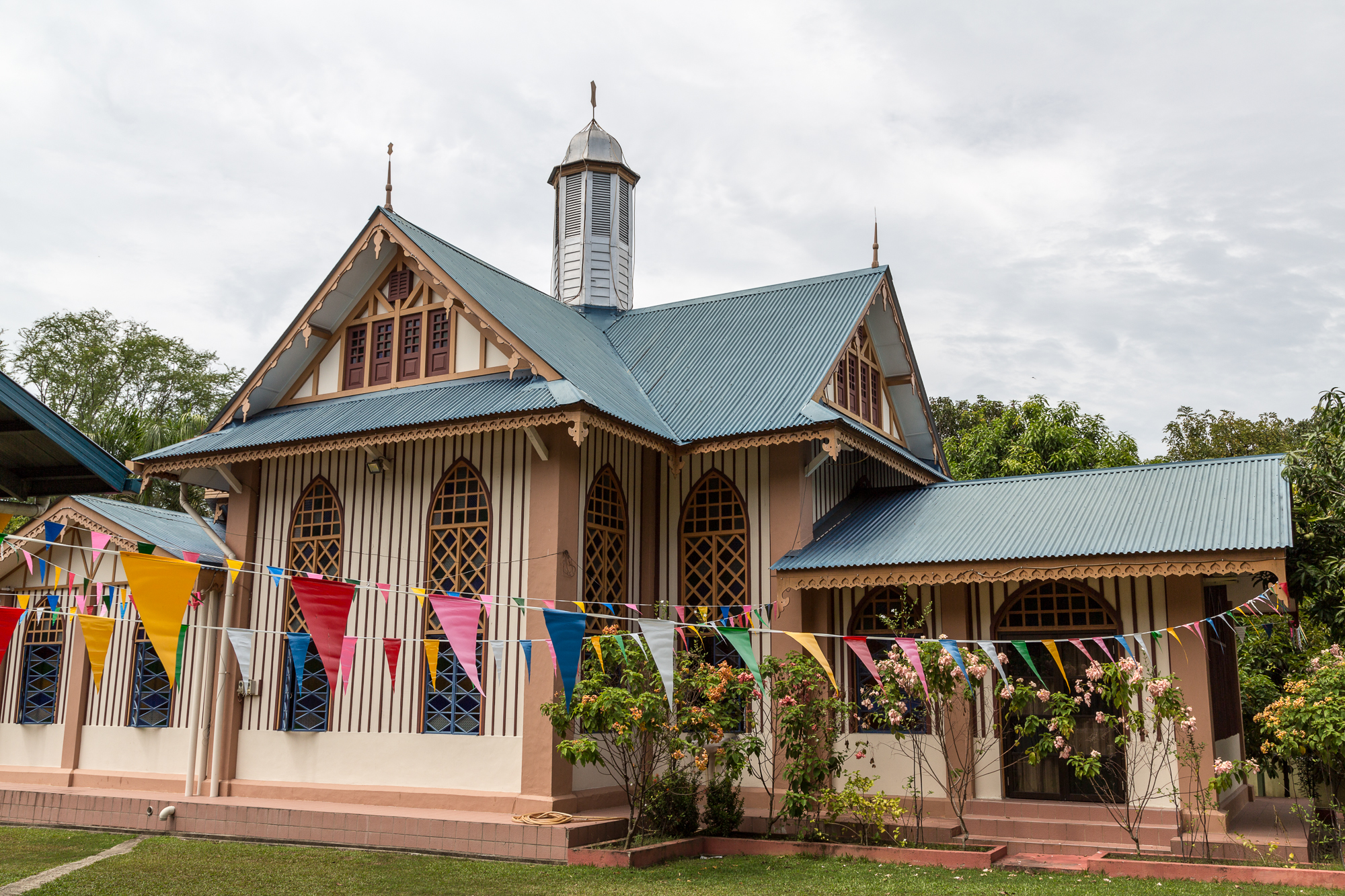
Gurudwara Sahib Kota Kinabalu

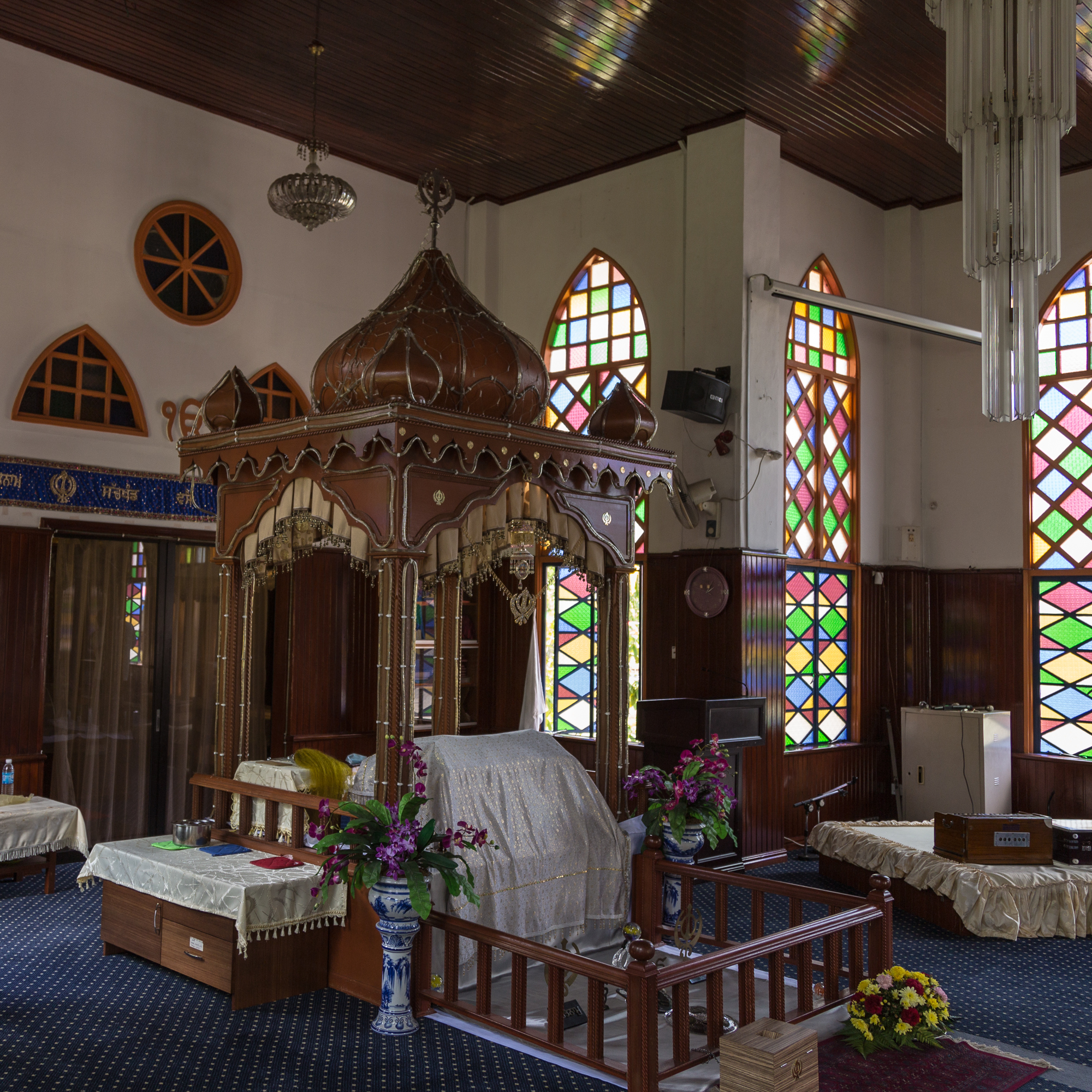
Im Inneren des Tempels

Der Gurudwara Sahib Kota Kinabalu ist ein Sikh-Tempel in Kota Kinabalu, der Hauptstadt des malaysischen Bundesstaats Sabah. Der im Jahr 1924 errichtete Tempel gehört zu den wenigen historischen Gebäuden Kota Kinabalus, die den Zweiten Weltkrieg überstanden haben.

## Geschichte
Der Vorläufer dieses Gurudwara Sahib stand ursprünglich auf dem Gelände der North Borneo Armed Constabulary, etwa 450 Meter vom Standort des heutigen Tempels entfernt. Das 3000 Quadratmeter große Areal wurde 1924 erworben, nachdem der Polizeikommandant von Jesselton aus Sicherheitsgründen um die Verlegung des Tempels gebeten hatte. Der Bauausschuss der Sikh-Gemeinde bestand aus Babu T.V. Durai und Subedar Mangal Singh Kalsi. Als Architekt wurde Babu Durai vom Vermessungsamt Jesselton verpflichtet.
Das heilige Buch (Sri Guru Granth Sahib Ji) wurde Ende 1924 in einer feierlichen Zeremonie in den Tempel gebracht.
Der Tempel wurde zwischen 1997 und 1998 mit finanzieller Hilfe des Staates Sabah ausgiebig repariert und erweitert. Die Grundstruktur Gurdwara Sahib wurde dabei jedoch vollständig erhalten. Der Ministerpräsident von Sabah, Yong Teck Lee eröffnete den frischrenovierten Tempel am 18. Januar 1998.

## Sikh-Gemeinde
Derzeit nehmen etwa 100 Sikh-Familien aus Kota Kinabalu und Umgebung an den religiösen Aktivitäten der Sikh-Gemeinde teil. Sonntags werden in den Räumlichkeiten des Tempels Kurse in Gurmukhi-Schrift abgehalten.